# Continuous Automatic Warning System

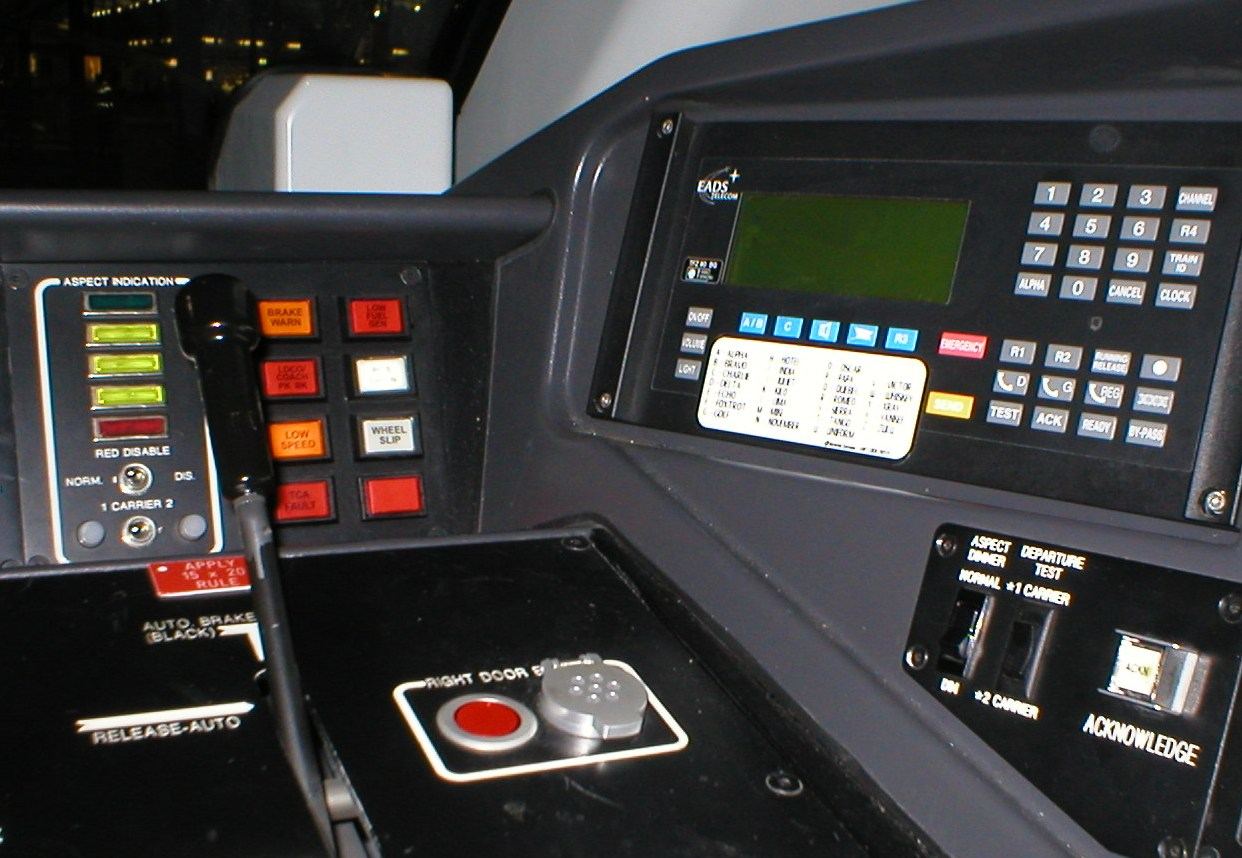
CAWS-Bedienung, links

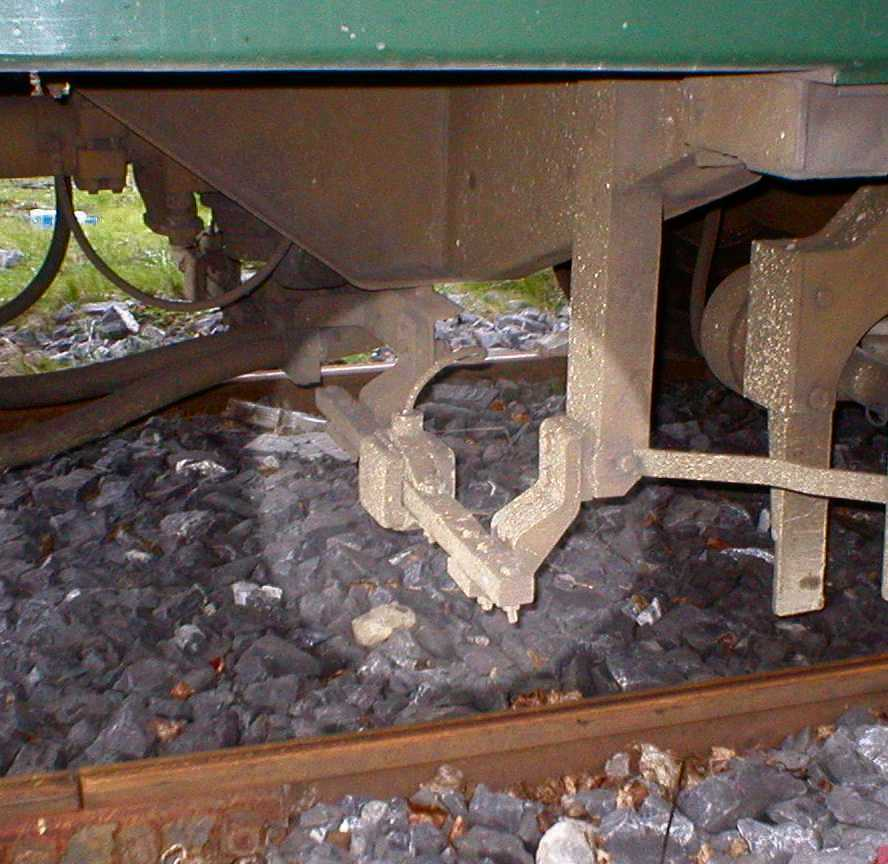
CAWS/ATP Empfangsspule

Das Continuous Automatic Warning System (Abkürzung CAWS) wird zusammen der ATP auf den Strecken der Iarnród Éireann in Irland zur Zugbeeinflussung eingesetzt. Das System besteht aus codierten Gleisstromkreisen und fahrzeugseitigen Geräten. Die Übertragung der Codes erfolgt über Spulen, die an der Zugfrontseite über jeder Schiene montiert sind.
Die Trägerfrequenz 50 Hz wird mit gepulsten Rechteckwellencodes entsprechend dem Signalaspekt moduliert. Für den Haltaspekt wird kein Code generiert. Das System ist damit fail-safe, weil ein Codeverlust als Haltaspekt angezeigt wird.
- Codes: 50, 120 und 180 Zyklen pro Minute
- Übersetzung durch CAWS als gelb, doppelt gelb und grün

Im elektrifizierten Bereich um Dublin (DART) wird eine andere Trägerfrequenz von 83,3 Hz verwendet, um Störungen durch die 50-Hz-Versorgungsspannung zu vermeiden. Die Anzahl der Codes ist größer, weil sie zusätzlich für die Zugbeeinflussung der DART-Züge genutzt werden.
- Codes: 50, 75, 120, 180, 270 und 420 Zyklen pro Minute
- Übersetzung durch CAWS als gelb, grün, gelb, grün, doppelt gelb und grün
- Übersetzung durch DART ATP als 29 km/h, 30 km/h, 50 km/h, 50 km/h, 75 km/h und 100 km/h Geschwindigkeitsbeschränkung.

Die Triebfahrzeugführer von Dieselzügen müssen die passende Trägerfrequenz auswählen, wenn sie in ein elektrifizierte Gebiet ein- oder ausfahren.

## Vorteile
Weil CAWS ein kontinuierliches System ist, kann ein Signalaspekt irgendwo zwischen zwei Signalen aufgewertet werden. Der Triebfahrzeugführer kann dann mit dem Wissen beschleunigen, dass das Signal vor ihm einen günstigeren Aspekt zeigt (Fahrt mit höherer Geschwindigkeit), obwohl es noch nicht in Sicht ist. Gleichfalls kann der Triebfahrzeugführer schnell auf eine unerwartete Abwertung (Fahrt mit niedrigerer Geschwindigkeit, Halt) des Signalbegriffs reagieren.

## Nachteile
Weil CAWS auf Gleisstromkreisen basiert, kann es nicht in Gebieten verwendet werden, in denen Achszähler verwendet werden. CAWS reagiert nicht, wenn ein Signal in Haltstellung passiert wurde, wenn der Triebfahrzeugführer diesen Signalaspekt bestätigt hat.